# 하르톡스의 정리 (복소해석학)
하르톡스의 정리(독일어: Satz von Hartogs, Hartogs' theorem, -定理)는 다변수 복소해석학의 정리로, 독일의 수학자 프리드리히 하르톡스의 이름이 붙어 있다. 다변수 복소해석학의 기초적이고 핵심적인 정리들 중 하나로, 실해석학에서는 성립하지 않는 복소 다변수만의 특성을 다룬다.

## 공식화
하르톡스의 정리는 다음과 같이 공식화할 수 있다.
- f를 {\displaystyle C^{n}} (n≥1) 위에서 C로 가는 복소함수라 하자. 만약 f가 n개의 모든 변수에 대해 해석 함수이면, f는 연속 함수이다.

## 실변수와의 비교
실변수에서는 이러한 성질이 n≥2일 경우 일반적으로 성립하지 않는다. {\displaystyle R^{2}}에서 R로 가는 함수 f를 {\displaystyle f(x,y):={\frac {xy}{x^{2}+y^{2}}}} 와 같이 정의하면, (0, 0)에서 x, y 모두 편도함수가 존재하나, 이 함수는 (0, 0)에서 x = y 및 x = -y의 두 경로에 대해 서로 다른 극한을 가져 극한이 존재하지 않으므로 여기서 불연속이기 때문이다.
그러나 실 다변수함수의 경우에도 미분가능하면, 즉 그 함수의 전미분인 선형 함수가 존재하면 연속이 된다. 또한 실수 다변수함수가 미분가능할 유용한 충분조건으로 그 함수의 모든 1계 편도함수가 존재하고 각각 연속이라는 것이 있다. 따라서, 모든 1계 편도함수가 존재하고 연속인 실수 다변수함수는 연속함수이다.:288–293

## 참고 문헌
- Steven G. Krantz. Function Theory of Several Complex Variables, AMS Chelsea Publishing, Providence, Rhode Island, 1992.